# Candy Dulfer
Candy Dulfer (Amszterdam, 1969. szeptember 19. –) holland szaxofonista.

## Életpályája
Ötévesen dobolni kezdett, és hat éves korától szaxofonozni tanult, kezdetben szoprán-, majd altszaxofonon. Első fellépése apja zenekarával volt. 1987-ben két európai Madonna-koncerten az előzenekarban szerepelt. Első lemeze 1990-ben jelent meg. 2001-ben apjával jelent meg közös albuma. 2009-ben már kilencedik stúdióalbuma volt a piacon. 2011-ben jelent meg Crazy című lemeze.
Partnere volt – többek között – Van Morrisonnak, Maceo Parkernek, Sheila E.-nek, Beyoncé-nek, Mavis Staplesnek, Lionel Richie-nek, a Pink Floydnak, Chaka Khannak, Aretha Franklinnek, Prince-nek. Grammy-díjra jelölték a Saxuality című albumát 1990-ben.
Zenéjének stílusa szinte bármi lehet: funk, blues, dzsessz, pop, house, jungle egyenrangúan megszólal hangszerén.

## Lemezek

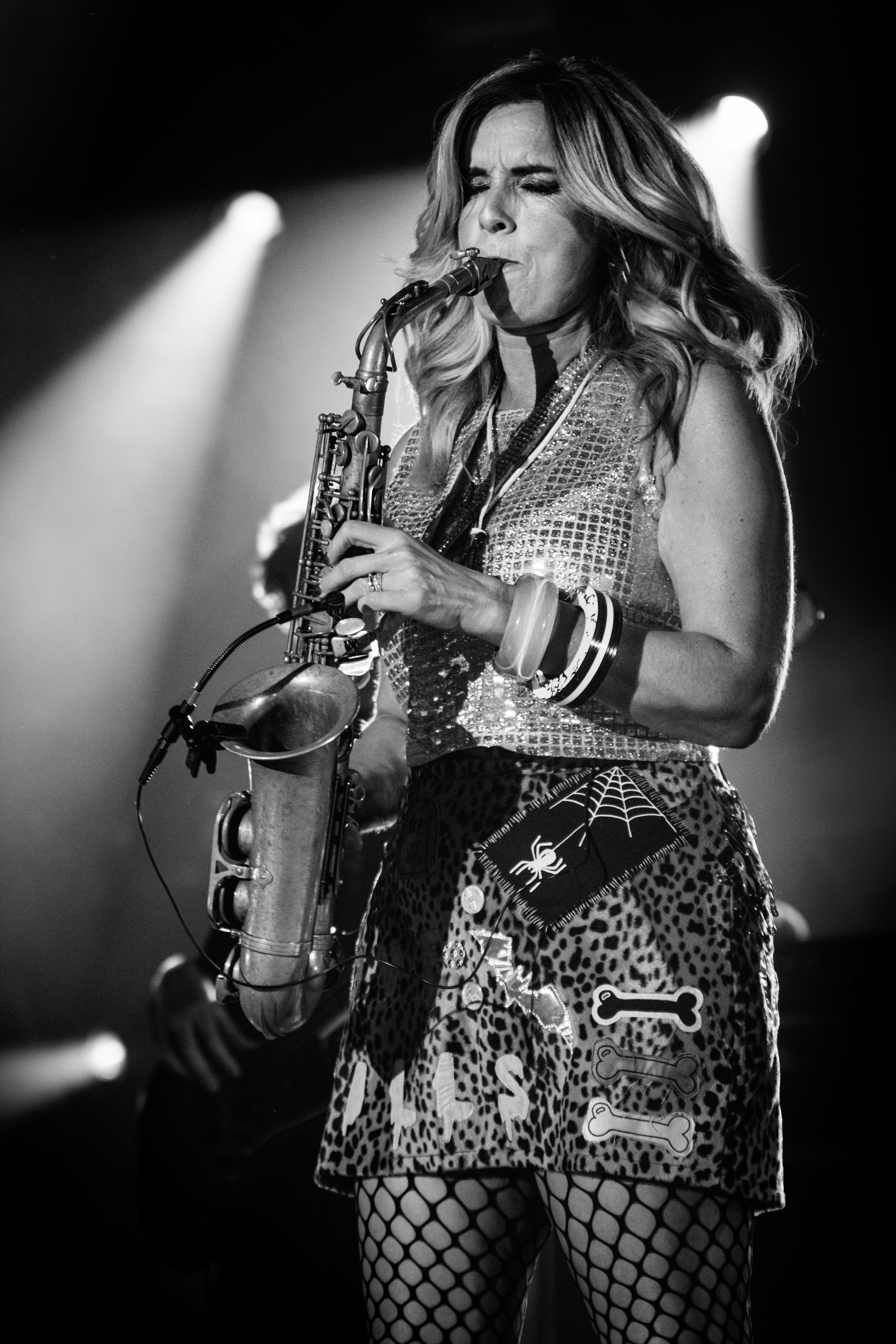

- Saxuality (1990)
- Sax-a-Go-Go (1993)
- Big Girl (1995)
- For the Love of You (1997)
- Girls Night Out (1999)
- What Does It Take (1999)
- Dulfer Dulfer (2002)
- Right in My Soul (2003)
- Candy Store (2007)
- Funked Up (2009)
- Crazy (2011)
- Together (2017)

## Díjak
- 1991: Saxuality Grammy-jelölés
- 2007: Golden Harp